# 圖爾庫航空
圖爾庫航空是一間總站位於芬蘭圖爾庫的小型航空公司及空中的士公司，在1974年成立。提供定期航班來往瑪麗港和圖爾庫，以及24小時貨運和空中的士服務。

## 機隊
現時，圖爾庫航空有一些派珀PA-31型飛機。

## 目的地
截至2011年8月，圖爾庫航空有以下目的地
- 芬蘭
  - 瑪麗港：瑪麗港機場
  - 圖爾庫：圖爾庫機場基地

## 外部連結
- 官方网站